# Winter World University Games 2023/Eisschnelllauf
Bei den Winter World University Games 2023 wurden 13 Wettkämpfe im Eisschnelllauf ausgetragen.

## Bilanz

### Medaillenspiegel
| Platz  | Land        | 00 | 00 | 00 | Gesamt |
| ------ | ----------- | -- | -- | -- | ------ |
| 1      | Japan       | 5  | 6  | 3  | 14     |
| 2      | Südkorea    | 4  | 3  | 2  | 9      |
| 3      | Kanada      | 2  | –  | 4  | 6      |
| 4      | Polen       | 1  | 2  | 1  | 4      |
| 5      | Italien     | 1  | 2  | –  | 3      |
| 6      | Deutschland | –  | –  | 1  | 1      |
| 6      | Spanien     | –  | –  | 1  | 1      |
| 6      | Tschechien  | –  | –  | 1  | 1      |
| Gesamt | Gesamt      | 13 | 13 | 13 | 39     |

### Medaillengewinner

#### Männer
| Disziplin      | Gold                                            | Silber                                            | Bronze                                            |
| -------------- | ----------------------------------------------- | ------------------------------------------------- | ------------------------------------------------- |
| 500 m          | Wataru Morishige                                | Kazuya Yamada                                     | Marek Kania                                       |
| 1000 m         | Kazuya Yamada                                   | Taiyo Nonomura                                    | David La Rue                                      |
| 1500 m         | Taiyo Nonomura                                  | Kazuya Yamada                                     | Motonaga Arito                                    |
| 5000 m         | Riccardo Lorello                                | Daniele Di Stefano                                | Motonaga Arito                                    |
| Massenstart    | David La Rue                                    | Daniele Di Stefano                                | Hubert Marcotte                                   |
| Teamverfolgung | JapanMotonaga Arito Yuto Tanigaki Kazuya Yamada | SüdkoreaAhn Hyun-jun Chung Yang-hun Park Sang-eon | KanadaDavid La Rue Hubert Marcotte Joshua Telizyn |

#### Frauen
| Disziplin      | Gold                                             | Silber                                        | Bronze                                      |
| -------------- | ------------------------------------------------ | --------------------------------------------- | ------------------------------------------- |
| 500 m          | Kim Min-sun                                      | Moe Kumagai                                   | Park Chae-eun                               |
| 1000 m         | Kim Min-sun                                      | Iga Wojtasik                                  | Park Chae-eun                               |
| 1500 m         | Park Ji-woo                                      | Natalia Jabrzyk                               | Veronika Antošová                           |
| 5000 m         | Laura Hall                                       | Park Ji-woo                                   | Rose-Anne Grenier                           |
| Massenstart    | Misaki Shinno                                    | Yuka Takahashi                                | Josephine Heimerl                           |
| Teamverfolgung | PolenNatalia Jabrzyk Olga Kaczmarek Iga Wojtasik | SüdkoreaKang Soo-min Kim Dong-hee Park Ji-woo | JapanMaho Karai Kokoro Morino Misaki Shinno |

#### Mixed
| Disziplin     | Gold                       | Silber                           | Bronze                             |
| ------------- | -------------------------- | -------------------------------- | ---------------------------------- |
| Mixed-Staffel | Ahn Hyun-jun / Kim Min-sun | Kotaro Kasahara / Yuka Takahashi | Alexander Rezzonico / Sara Cabrera |